# Malarstwo abstrakcyjne
Malarstwo abstrakcyjne, w przeciwieństwie do figuratywnego nie przedstawia  realnych obiektów, a formą i kolorem operuje całkowicie swobodnie.

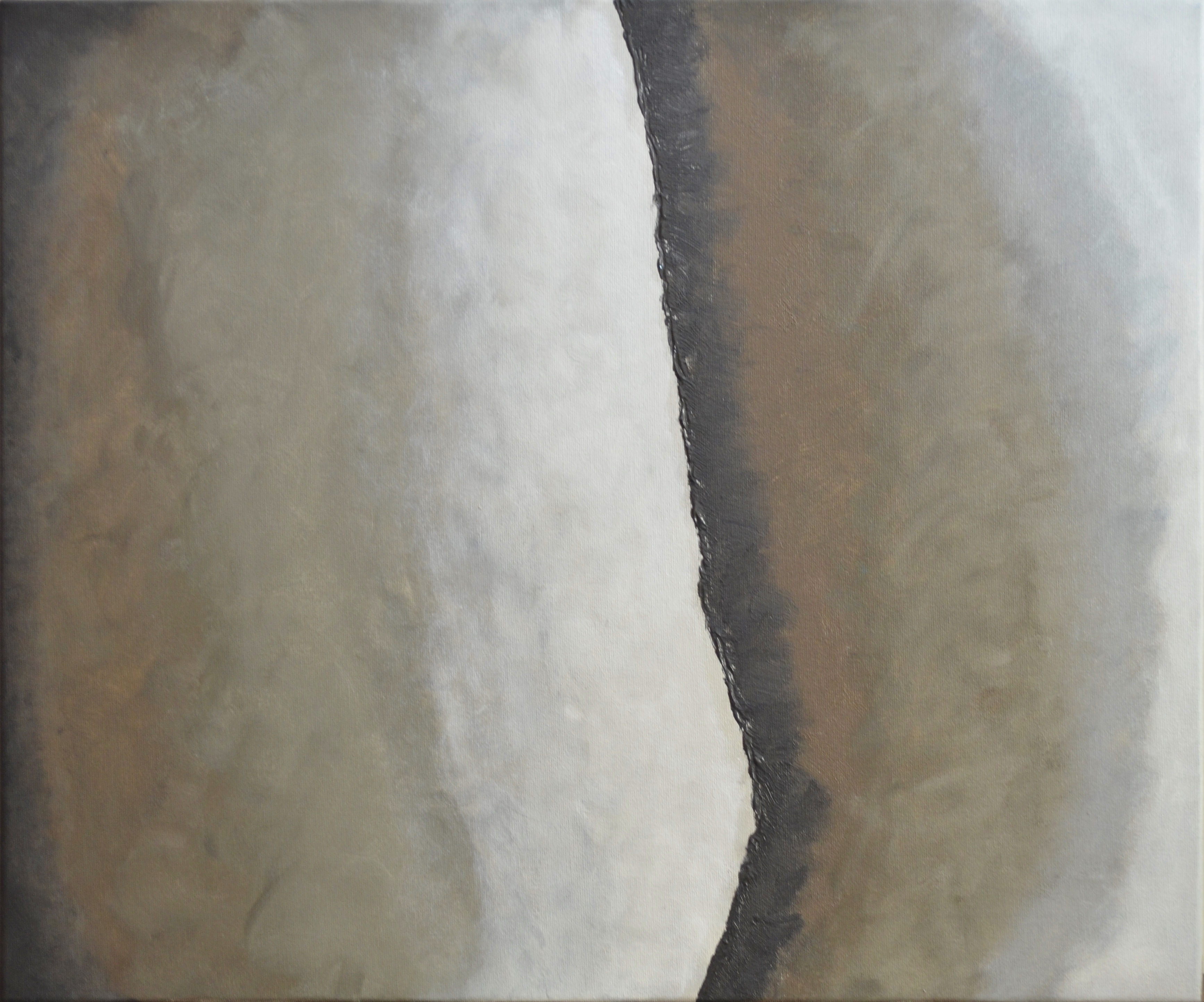
Przykład współczesnego malarstwa abstrakcyjnego, Natalia Plachta Fernandes, The Edge

Ojcem abstrakcji jest Wassily Kandinsky, rosyjski malarz, który stopniowo przechodził od figuracji, przez doświadczenia bliskie fowizmowi, aż do całkowitego zagubienia się tematu malarskiego w kolorze, co można już zaobserwować w jego "Górze" z 1909 roku lub "Obrazie z łucznikiem" z tego samego roku. W 1910 roku powstała akwarela bez tytułu, nazywana czasem "Pierwszą abstrakcją" lub "Pierwszym dziełem abstrakcyjnym". Na obrazie tym zanika wszelkie pojęcie tematu malarskiego, przypomina on kolorowe nieporadne próby dziecka. Właśnie w roku 1910 malarstwu został zadany pierwszy z dwudziestowiecznych ciosów, które poszerzyły pojęcie sztuki do niewyobrażalnych wcześniej granic.
Niezależnie od Kandinskiego do abstrakcji doszli Piet Mondrian i Kazimierz Malewicz. U Kandinskiego dojście do abstrakcji nastąpiło przez kolor; u Mondriana bardziej poprzez formę. Jego obrazy z lat 1909-1913 stopniowo dekonstruują obiekty malarskie – głównie rośliny – pomnażają je rytmicznie, aż wreszcie sprowadzają do geometrycznego wzoru. Kamieniem milowym Mondrianowskiej abstrakcji jest płótno z 1913 roku "Kompozycja nr 2. Kompozycja w Linii i Kolorze". Na obrazie powtarzają się niezliczone poziome i pionowe linie, przypominające zaburzoną szachownicę. To już nie jest jego "Szare drzewo" z 1911 roku, które wciąż jest drzewem – to już nie jest malarstwo figuratywne.
Kazimierz Malewicz natomiast dotarł do abstrakcji poprzez kubizm. Malowane przez niego krajobrazy stopniowo się geometryzują. "Poranek na wsi po burzy śnieżnej" z 1912 roku jest już niezwykle ekspresyjnym zbiorem barwnych brył, budującym artystyczną wizję świata wyłaniającego się spod bieli. O pół roku późniejszy "Drwal" to w gruncie rzeczy kilkanaście figur geometrycznych, które jednak wyraźnie układają się w postać brodatego mężczyzny z siekierą. Malując "Okrąg" z 1913 roku, Malewicz rezygnuje z nadawania mu pozorów figuratywności – jest to po prostu okrąg, jak później będzie Malewicz pokazywał światu "po prostu" czarny kwadrat na białym polu.
Zwykle pomijany przy historii malarstwa abstrakcyjnego jest łuczyzm, efemeryczny kierunek rosyjskiej awangardy malarskiej, reprezentowany przez Michaiła Łarionowa i towarzyszkę jego życia, Natalię Gonczarową. Pierwsze obrazy łuczystów powstawały w latach 1910-1911, można więc się spierać, czy to nie Łarionow jest pierwszym abstrakcjonistą. Kierunek przez niego stworzony wyraża się w promieniście rozchodzących się smugach koloru, budujących świat trochę na sposób impresjonistyczny, jednak z wyraźnym brakiem tematu malarskiego.
Spory o pierwszeństwo są tu czysto formalne, jako że spod pędzla każdego malarza wychodziły obrazy abstrakcyjne – w fazie prób, testowania farb i pędzli albo w chwilach rozgoryczenia (van Gogh zwykł ponoć w chwilach irytacji atakować w ten sposób płótno). Innowacja, która nastąpiła około 1910 roku, polegała na uznaniu tego typu płócien za pełnoprawne dzieła sztuki. Włączenie danego obiektu w ramy tzw. "sztuki" zawsze budziło wielkie kontrowersje, a następnym wielkim ciosem z tych, o których była mowa na początku artykułu, był pop-art. O ile abstrakcja oswoiła dzieła "nie z tego świata", pop-art zaatakował samą wyjątkowość dzieła sztuki. Ocena takich ataków wykracza jednak poza ramy tego artykułu, pozostaje więc uznać, że pojawienie się abstrakcjonizmu było olbrzymim, rewolucyjnym wydarzeniem w dziejach malarstwa, po którym nastąpił okres wielkiego kwestionowania istoty sztuki.
Niezwykle pojemny termin "abstrakcjonizm" został szybko rozczłonkowany na dziesiątki "podkierunków". Kandinskiego np. zalicza się do tzw. abstrakcji lirycznej. Mondrian ukuł dla swojej sztuki określenie neoplastycyzm, a Malewicz poświęcił wiele czasu ideologizacji wymyślonego przez siebie suprematyzmu.
Abstrakcyjne w swojej naturze są również: wspomniany łuczyzm, action painting, spacjalizm, niektóre przejawy sztuki informel, taszyzm Sama Francisa, op-art czy minimal art oraz dziesiątki pomniejszych ruchów malarskich, jak spacjo-lumino-chromo-dynamizm (sic!), "color field painting", abstrakcja pomalarska, niektóre dzieła w duchu mec-art itp. Większość z tych krótkotrwałych ruchów nie ma jednak większego znaczenia w historii sztuki, są jedynie kolejnymi nazwami na wciąż ten sam artystyczny bunt przeciwko konwencji, która już dawno została obalona. Malarstwo ekspresyjne nawiązuje także do inwencji twórczych oświeceniowych poetów.